# Crematogaster rogenhoferi
Crematogaster rogenhoferi es una especie de hormiga acróbata del género Crematogaster, familia Formicidae, descrita  por Mayr en 1879.
Habita en varios países del continente asiático, entre ellos, Borneo, China, India, Indonesia, Laos, Malasia, Myanmar, Filipinas, Sri Lanka, Tailandia y Vietnam. Se la encuentra a elevaciones de hasta 173 metros de altura. Habita en plantaciones de palma aceitera.

## Subespecies
- Crematogaster rogenhoferi costulata Emery, 1895
- Crematogaster rogenhoferi fictrix Forel, 1911
- Crematogaster rogenhoferi lutea Emery, 1893
- Crematogaster rogenhoferi rogenhoferi Mayr, 1879